# Kataplana
Kataplana är ett släkte av plattmaskar. Kataplana ingår i familjen Otoplanidae.
Kladogram enligt Catalogue of Life:
| Kataplana | \| \| Kataplana arcuata \| \| \| \| \| \| Kataplana germanica \| \| \| \| \| \| Kataplana mesopharynx \| \| \| \| |
|           | \| \| Kataplana arcuata \| \| \| \| \| \| Kataplana germanica \| \| \| \| \| \| Kataplana mesopharynx \| \| \| \| |
|           | Kataplana arcuata                                                                                                 |
|           | |
|           | Kataplana germanica                                                                                               |
|           | |
|           | Kataplana mesopharynx                                                                                             |
|           | |